# غلوريا أراد
نادي غلوريا أراد الرياضي (بالإنجليزية: Clubul Sportiv Gloria CTP Arad) نادي كرة قدم روماني يلعب في الدرجة الثالثة . تم تأسيس النادي في سنة 1913 .